# Arrondissement Le Havre
Le Havre is een arrondissement van het Franse departement Seine-Maritime in de regio Normandië. De onderprefectuur is Le Havre.

## Kantons
Het arrondissement was tot 2014 samengesteld uit de volgende kantons:
- Kanton Bolbec
- Kanton Criquetot-l'Esneval
- Kanton Fauville-en-Caux
- Kanton Fécamp
- Kanton Goderville
- Kanton Gonfreville-l'Orcher
- Le Havre 1e kanton
- Le Havre 2e kanton
- Le Havre 3e kanton
- Le Havre 4e kanton
- Le Havre 5e kanton
- Le Havre 6e kanton
- Le Havre 7e kanton
- Le Havre 8e kanton
- Le Havre 9e kanton
- Kanton Lillebonne
- Kanton Montivilliers
- Kanton Ourville-en-Caux
- Kanton Saint-Romain-de-Colbosc
- Kanton Valmont

Na de herindeling van de kantons bij decreet van 27 februari 2014, met uitwerking op 22 maart 2015, zijn dat :
- Kanton Bolbec
- Kanton Fécamp
- Le Havre 1e kanton
- Le Havre 2e kanton
- Le Havre 3e kanton
- Le Havre 4e kanton
- Le Havre 5e kanton
- Le Havre 6e kanton
- Kanton Port-Jérôme-sur-Seine (deel 11/27)
- Kanton Octeville-sur-Mer
- Kanton Saint-Romain-de-Colbosc
- Kanton Saint-Valery-en-Caux (deel 28/77)
- Kanton Yvetot  (deel 6/54)